# 14466 Hodge
14466 Hodge este un asteroid din centura principală de asteroizi.

## Descriere
14466 Hodge este un asteroid din centura principală de asteroizi. A fost descoperit pe 25 iulie 1993 la Manastash Ridge de M. Hammergren. El prezintă o orbită caracterizată de o semiaxă mare de 2,61 ua, o excentricitate de 0,20 și o înclinație de 17,2° în raport cu ecliptica.